# Řehlovice
Řehlovice (německy Groß Tschochau) jsou obec v okrese Ústí nad Labem v Ústeckém kraji České republiky. Nachází se asi osm kilometrů jihovýchodně od centra krajského města Ústí nad Labem. Žije v nich přibližně 1 400 obyvatel.

## Historie
Při výstavbě dálnice D8 bylo doloženo pravěké osídlení okolí vesnice. Při záchranném archeologickém výzkumu byly nalezeny sídlištní objekty z období lužické, štítarské a laténské kultury, jedna zásobní jáma z doby hradištní a jediný neolitický či eneolitický hrob.
První písemná zmínka o vesnici pochází z roku 1328. Do poloviny dvacátého století v obci převažovalo německy mluvící obyvatelstvo. Po druhé světové válce došlo k masovému vysídlení většiny původních obyvatel.

## Přírodní poměry

### Geologická stavba, reliéf a půdy
Podloží Řehlovic tvoří většinou třetihorní vulkanické horniny (čediče, znělce, tufy). V okolí Habří se ostrůvkovitě vyskytují třetihorní horniny (písky, jíly). Malý cíp východně od Stadic skrývá druhohorní horniny (pískovce, jílovce).
Z geomorfologického hlediska jsou Řehlovice součástí Krušnohorské subprovincie, kde většina jejich území náleží do celku České středohoří, podcelků Milešovské a Verneřické středohoří, v jejichž rámci spadají pod geomorfologické okrsky Litoměřické, respektive Teplické středohoří. Malá část území se řadí pod celek Mostecká pánev, podcelek Chomutovsko-teplická pánev, v jejímž rámci spadá pod geomorfologický okrsek Chabařovická pánev.
Podle taxonomického klasifikačního systému půd (TKSP) se na většině území obce vyskytují kambizemě modální. Při západní hranice Radejčína a pod silnicí I/63, dálnicí D8 a železnicí je černice fluvická. Severně od Habří a na většině katastrálního území Lochočice je antropozem haldová.

### Podnebí a vodstvo
Podle Quittovy klimatické klasifikace náleží celé území Řehlovic do teplé klimatické oblasti T2. Pro tu jsou charakteristická dlouhá, teplá a suchá léta, a mírně teplá jara a podzimy. Zimy jsou krátké, mírně teplé a suché, přičemž sněhová pokrývka má během nich pouze velmi krátké trvání. Platí pro ni průměrné lednové teploty –2 až –3 °C a průměrné červencové teploty 18 až 19 °C. Ve vegetačním období se úhrn srážek pohybuje mezi 350 a 400 mm, v zimním pak mezi 200 a 300 mm.
Oblast Řehlovic spadá hydrologicky do povodí řeky Labe, konkrétně náleží do dílčího povodí Ohře, Dolního Labe a ostatních přítoků Labe. Zasahuje sem povodí tří vodních útvarů, kterými jsou „Bílina od toku Bouřlivec po Ždírnický potok“ (většina území obce), „Zalužanský potok od pramene po ústí do toku Ždírnický potok“ (menší část území na severu) a „Labe od toku Ohře po tok Bílina“ (jižní část, zhruba polovina Radejčína). Hlavním tokem území je řeka Bílina, levostranný přítok Labe, která je s ohledem na jakost vod k roku 2012 hodnocena jako silně znečištěná. Mezi zdejší drobné vodní toky patří Řehlovický potok, Radejčínský potok, Žichlický potok, Stadický potok, Moravanský potok či Dubina.

### Flora a fauna
Dle biogeografického členění ČR náleží Řehlovice do hercynské podprovincie, v níž se nachází na pomezí Milešovského a Mosteckého bioregionu (většina obce spadá do prvního zmíněného). Z botanického hlediska leží území ve fytogeografické oblasti termofytikum a jejího okresu Labské středohoří (4b).

### Ochrana životního prostředí
Na území Řehlovic zasahuje několik zvláště chráněných území. Obcí prochází hranice chráněné krajinné oblasti České středohoří. Ta byla vyhlášena 19. března 1976 výnosem ministerstva kultury ČSR na ploše 1063 km2 k „ochraně typického pohoří, tvořeného třetihorními vyvřelinami s řadou významných ekosystémů a velkou druhovou rozmanitostí.“ Severozápadně od centra Řehlovic se na katastrálním území Lochočice nachází přírodní rezervace Rač. Vyhlášena byla roku 1953 na 15,41 hektarech a předmětem ochrany jsou „teplomilná společenstva a ukázka sukcese na bývalých obdělávaných pozemcích“. Západní hranice Řehlovic z východu ohraničuje přírodní rezervaci Malhostický rybník, která se však již nachází na území obce Rtyně nad Bílinou. Byla vyhlášena v roce 2002 na 23,57 hektarech a jde o ojedinělou ornitologickou lokalitu. Ve Stadicích, které jsou součástí Řehlovic, stojí u Královského pramene památný strom lípa velkolistá (Tilia platyphyllos), chráněný od roku 1994.

## Obyvatelstvo
Při sčítání lidu v roce 1921 zde žilo 453 obyvatel (z toho 233 mužů), z nichž bylo 133 Čechoslováků, 315 Němců, čtyři příslušníci jiné národnosti a jeden cizinec. Kromě osmi evangelíků, jednoho žida a šesti lidí bez vyznání se hlásili k římskokatolické církvi. Podle sčítání lidu z roku 1930 měla vesnice 512 obyvatel: 151 Čechoslováků, 358 Němců a tři cizince. Kromě římskokatolické většiny zde bylo osm evangelíků a 25 lidí bez vyznání.
Počátkem roku 2013 žilo v obci celkem 1355 obyvatel, z toho 685 mužů a 670 žen, jejichž průměrný věk činil 40 let. Podle sčítání sčítání lidu, domů a bytů z roku 2011, kdy v obci žilo 1270 lidí, tvořili největší věkovou skupinu (18,5 %) obyvatelé ve věku od 30 do 39 let. Děti do 14 let věku představovaly 16,4 % obyvatel, zatímco senioři nad 70 let úhrnem 7,2 %. Z celkem 1062 občanů obce starších 15 let je vzdělanostně nejpočetnější skupinou (41,7 %) nejvyšší ukončené vzdělání úplné střední bez maturity. Počet vysokoškoláků dosahoval 5,7 % a bez vzdělání bylo naopak 3,2 % obyvatel.
Z cenzu dále vyplývá, že ve městě žilo 577 ekonomicky aktivních občanů (45,4 %). Dohromady 89 % z nich se řadilo mezi zaměstnané, z nichž 73,3 % patřilo mezi zaměstnance, 4,9 % k zaměstnavatelům a zbytek pracoval na vlastní účet. Oproti tomu celých 46,1 % občanů nebylo ekonomicky aktivní (to jsou například nepracující důchodci či žáci, studenti nebo učni) a zbytek svou ekonomickou aktivitu uvést nechtěl.
Během sčítání lidu se 68,6 % obyvatel obce přihlásilo k české národnosti. Zbývající zastoupené národnosti byly slovenská (0,8 %), německá (0,2 %), polská a ukrajinská (shodně 0,08 %). Celých 30 % obyvatel obce však svou národnost neuvedlo.
|           | 1869 | 1880 | 1890 | 1900 | 1910 | 1921 | 1930 | 1950 | 1961 | 1970 | 1980 | 1991 | 2001 | 2011 |
| --------- | ---- | ---- | ---- | ---- | ---- | ---- | ---- | ---- | ---- | ---- | ---- | ---- | ---- | ---- |
| Obyvatelé | 289  | 405  | 381  | 420  | 444  | 453  | 512  | 381  | 368  | 422  | 512  | 413  | 399  | 402  |
| Domy      | 39   | 43   | 50   | 54   | 66   | 66   | 86   | 100  | 123  | 85   | 96   | 89   | 92   | 102  |

### Náboženský život
Obec je sídlem římskokatolické farnosti, která spadá pod ústecký vikariát litoměřické diecéze. Na území farnosti se nachází farní kostel Nejsvětější Trojice v Řehlovicích, kde se každou neděli konají pravidelné bohoslužby. Dále je její součástí filiální kostel svatého Václava v Brozánkách, kaple Nejsvětější Trojice v Habří, kaple Nejsvětější Trojice v Žichlicích a kaple Narození sv. Jana Křtitele v Řehlovicích, kde se však pravidelné bohoslužby nekonají.
Při censu prováděném v roce 2011 se 7,2 % obyvatel Řehlovic označilo za věřící, z toho 3,3 % se hlásilo k církvi či náboženské obci. Nejvíce obyvatel (1,9 %) se označilo za následovníky římskokatolické církve, 0,5 % byla zastoupena Církev československá husitská a okrajově též Českobratrská církev evangelická. Plných 39,8 % uvedlo, že je bez náboženské víry, a 53,1 % lidí odmítlo na otázku své náboženské víry odpovědět.

## Části obce
Souvislé území obce Řehlovice tvoří evidenční části: Řehlovice (k. ú. Řehlovice a Lochočice), Brozánky,  Hliňany, Stadice, Habří. Katastrální území Lochočice s územím zaniklých vesnic Lochočice a Rabenov a zříceninou poutní kaple na vrchu Jedovina tvoří exklávu evidenční části Řehlovice, která je od vlastních Řehlovic oddělena pásem ostatních částí.  
Exklávu obce tvoří části Radejčín, Dubice (k. ú. Dubice nad Labem) a Moravany (k. ú. Moravany u Dubic). Exklávu od hlavní části obce odděleuje obec Habrovany, která se od Řehlovic oddělila roku 1991, a vesnice Suchá (část obce Stebno, do roku 1880 osada obce Habrovany).

## Doprava
Hlavní silniční komunikací procházejícím územím Řehlovic je dálnice D8 (včetně tunelu Radejčín), na kterou se napojuje silnice I/63. Mezi další komunikace patří silnice II/258 z Duchcova do Trmic. Územím vede také dvoukolejná elektrifikovaná železniční trať Ústí nad Labem – Úpořiny – Bílina. V rámci Řehlovic na ní osobní vlaky staví v zastávkách Stadice, Řehlovice a Brozánky.

## Pamětihodnosti
- Kostel Nejsvětější Trojice stojí na náměstí v obci. Písemně je doložený k roku 1352, znovu vystavěný roku 1741, západní průčelní věž z roku 1383 měla jehlancovou špici, která byla roku 1892 nahrazena novobarokní bání. Na věži visí větší zvon od mistra Tomáše z Litoměřic z roku 1535 a menší zvon od Františka Herolda z roku 1856. Oba zvony jsou zavěšeny v patře nad hodinami, jejichž strojem jsou pravidelně každou hodinu (velký) či čtvrthodinu (malý) rozeznívány, ač oba zvony mají též svá původní srdce. Jsou zavěšeny na dřevěné konstrukci, na níž je černou barvou napsáno datum 1926. Lucerna věže je prázdná. Kostel je jednolodní, se dvěma barokními oltáři sv. Jana Nepomuckého a sv. Barbory, kazatelna a křtitelnice jsou rovněž barokní.[23] Na počátku 18. století zde byl farářem teolog a spisovatel Jan Tomáš Vojtěch Berghauer. Kostel je chráněn jako kulturní památka.[24] U kostela stojí socha sv. Jana Nepomuckého, která je rovněž kulturní památkou.[25]